# John Ekiru Kelai

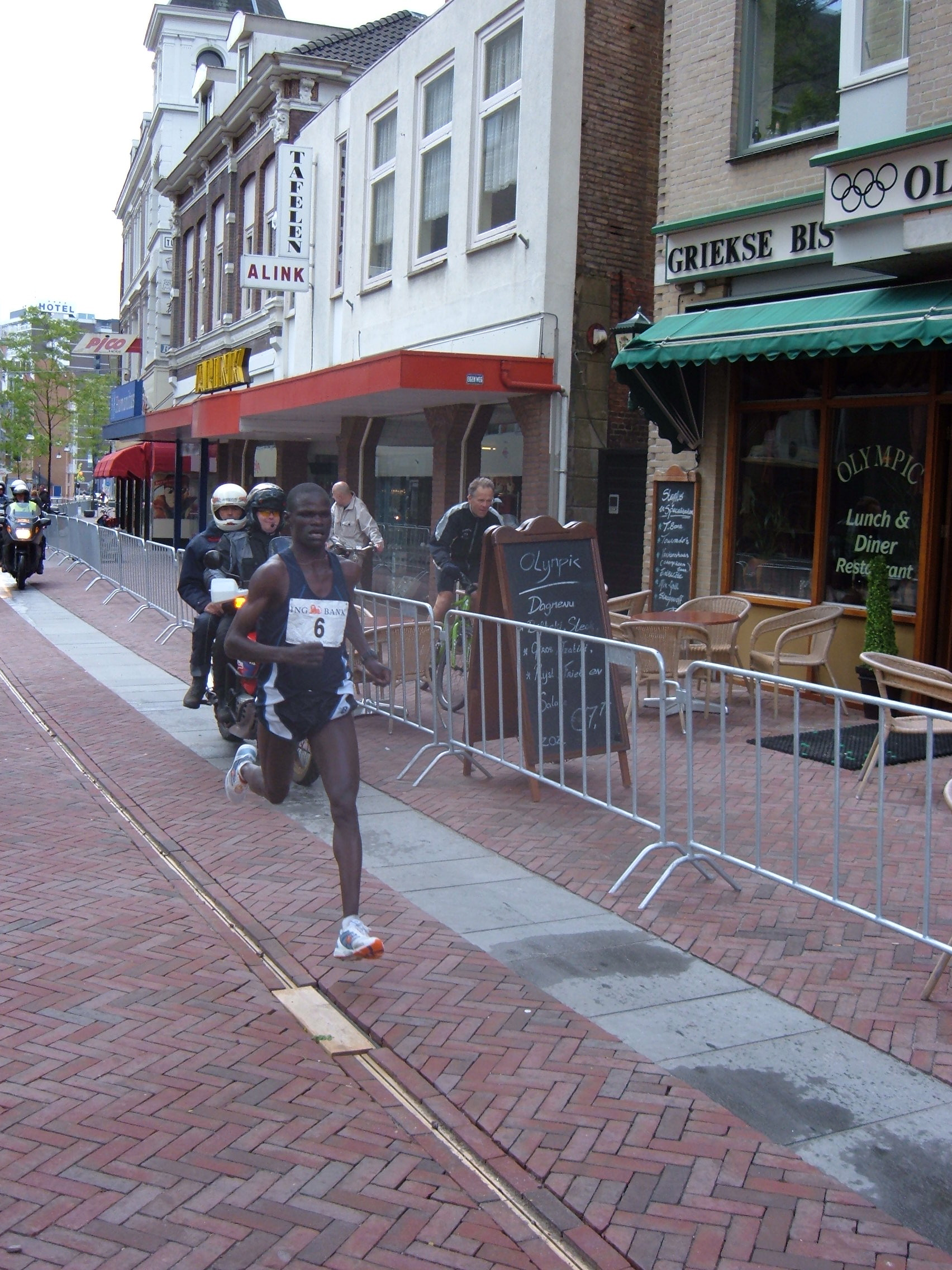
John Ekiru Kelai auf dem Weg zum Sieg in Enschede 2005

John Ekiru Kelai (* 29. Dezember 1976) ist ein kenianischer Marathonläufer.
2003 siegte er beim Singapur-Marathon, und 2004 gewann er die Premiere des Brüssel-Marathons in 2:10:59 h und wurde Vierter in Singapur. 
2005 siegte er beim Rennen Maastrichts Mooiste und beim Enschede-Marathon und wurde Vierter beim Eindhoven-Marathons und Fünfter in Singapur. Im Jahr darauf wurde er Zweiter beim Enschede-Marathon und Siebter bei der Route du Vin. 2007 gewann er den Mumbai-Marathon, wurde Vierter beim Ottawa-Marathon, und siegte beim Toronto Waterfront Marathon in 2:09:30 h. 2008 verteidigte er seinen Titel in Mumbai und wurde Fünfter in Toronto.
2009 wurde er Dritter in Mumbai und jeweils Vierter beim Ruhrmarathon und in Singapur. 2010 folgte einem erneuten Sieg in Enschede der Gewinn der Goldmedaille bei den Commonwealth Games in Neu-Delhi.
2013 wurde er noch einmal Vierter beim Casablanca-Marathon.

## Persönliche Bestzeiten
- 15-km-Straßenlauf: 43:16 min, 24. April 2005, Maastricht
- Halbmarathon: 1:02:45 h, 24. September 2006, Remich
- Marathon: 2:09:09 h, 9. Oktober 2005, Eindhoven